# Geppetto (película)
Geppetto es una película musical para televisión del año 2000, basada en el popular libro infantil italiano de 1883 Las aventuras de Pinocho de Carlo Collodi, protagonizada por Drew Carey y Julia Louis-Dreyfus. Fue estrenada en Estados Unidos en el canal ABC el 7 de mayo de 2000. Si bien no es una adaptación directa de la película animada de 1940, presenta algunos elementos como el personaje de Fígaro, la canción "I've Got No Strings", o los personajes adaptados del Hada de Cabellos Turquesa y Comefuego siendo referidos como Hada Azul y Strómboli. Cuenta con canciones originales escritas por Stephen Schwartz.

## Trama
Geppetto (Drew Carey) es un bondadoso fabricante de juguetes que desea desesperadamente convertirse en padre. Una noche, después de vender sus nuevos juguetes de primavera a los niños de Villagio, su deseo es concedido por el Hada Azul (Julia Louis-Dreyfus), quien da vida a su marioneta de madera, Pinocho (Seth Adkins), con su magia diciendo que algún día, si demuestra ser valiente, sincero y desinteresado, se convertirá en un niño de verdad.
Al principio, Geppetto está encantado de que su deseo se haga realidad, pero se enfrenta a una serie de problemas, como que Pinocho le haga preguntas innecesarias cuando intenta dormir, se meta en líos y se aleje cuando lo presente a la gente del pueblo, y no muestre ningún interés en ser fabricante de juguetes. Al día siguiente, Geppetto envía a Pinocho a la escuela, diciéndole que se comporte como todos los demás niños y que le irá bien. Sin embargo, Pinocho se mete en una pelea en la escuela, en la que estaba imitando a todos los demás niños. Geppetto, decepcionado, lo lleva a su casa, donde un titiritero fracasado llamado Stromboli (Brent Spiner) se interesa por él, pensando que le haría ganar una fortuna con sus espectáculos de marionetas. Todavía furioso por el comportamiento de Pinocho, Geppetto intenta razonar con el Hada Azul, pero ella no le cree. Regresa a casa para disculparse con Pinocho, solo para descubrir que se escapó para vivir con Stromboli. Geppetto decide despedirse de Pinocho viéndolo actuar en el espectáculo de marionetas de Stromboli.
Stromboli está contento con Pinocho como su marioneta estrella, lo que le ha hecho ganar mucho dinero. Pero cuando Pinocho le pide que lo deje ir, Stromboli se niega, afirmando que violaría un contrato que firmaron. Cuando Geppetto llega detrás del escenario, con la esperanza de despedirse, Stromboli le explica que Pinocho se fue después del espectáculo, alegando que quería ver el mundo. Después de irse, Stromboli se indigna cuando se da cuenta de que Pinocho escapó de la jaula y lo ve subiendo a una diligencia hacia Pleasure Island. Decide capturarlo de nuevo mientras Geppetto también sale a rescatarlo, con el Hada Azul siguiéndolo, intentando ayudarlo en su búsqueda. En el camino, conoce a un mago inepto llamado Lezarno (Wayne Brady) y al profesor Buonragazzo (René Auberjonois) que vive en el pueblo de Idyllia, donde él y su hijo son niños perfectos e ideales que siempre obedecen a sus padres. Geppetto y Stromboli llegan a la Pleasure Island, donde Geppetto descubre que todos los niños se convierten en burros después de montar en una montaña rusa. Pero como no se permite la entrada a adultos en la Pleasure Island, Stromboli es expulsado mientras Geppetto llega justo a tiempo para llevarse a Pinocho a casa, pero Pinocho se niega, diciendo que no lo quería porque era una gran decepción para él e inmediatamente se convierte en un burro una vez que se sube a la montaña rusa y es enviado al mar en barco.
Al intentar seguir el ritmo del barco, Geppetto es tragado accidentalmente por una ballena monstruosa. Pinocho salta del barco al agua, donde también es tragado por la ballena y la maldición del burro desaparece. Se reconcilian y, al darse cuenta de que están dentro de la ballena, intentan salir haciendo que Pinocho diga varias mentiras, lo que hace que su nariz crezca y le haga cosquillas en la úvula a la ballena para vomitarlas. Después, regresan a la tienda de juguetes donde llega Stromboli para llevarse a Pinocho de vuelta, manteniéndolo aún bajo el contrato. Geppetto le ofrece toda su tienda a cambio de Pinocho. Cuando Stromboli lo captura, Geppetto le ruega y le ruega al Hada Azul, que ya no puede ayudarlo, que le conceda un último deseo. El Hada Azul convierte a Pinocho en un niño de verdad con su magia, ahuyenta a Stromboli también con su magia y cambia las palabras del cartel de la tienda de Geppetto por "Geppetto & Hijo".

## Reparto
- Drew Carey como Geppetto[1]
- Julia Louis-Dreyfus como Hada Azul[1]
- Brent Spiner como Stromboli[1]
- René Auberjonois como Profesor Buonragazzo[2]
- Seth Adkins como Pinocho[1]
- Usher como Cabecilla de Pleasure Island[1]
- Ana Gasteyer como Signora Giovanni[2]
- Wayne Brady como Lezarno[2]
- Anthony Crivello como Bernardo
- Christopher Marquette como Profesor Buonragazzo, Jr.
- Renee Olstead como Niña Perfecta
- Teresa Parente como Maria
- Janel Parrish como Natalie

## Números musicales
1. "Once Upon a Time" – Geppetto
2. "Toys" – Geppetto, town children, parents
3. "Empty Heart" – Geppetto
4. "Geppetto and Son" – Geppetto, Pinocchio
5. "Just Because It's Magic" – Blue Fairy, Geppetto[1]
6. "I've Got No Strings" – Pinocchio[1]
7. "Bravo, Stromboli!" – Stromboli[1]
8. "Toys" (Reprise) – Geppetto, Lezarno
9. "Satisfaction Guaranteed" – Professor Buonragazzo, Buonragazzo Jr., Idyllia residents
10. "Just Because It's Magic" (Reprise) – Blue Fairy
11. "Pleasure Island" – Ringleader, roustabouts, boys
12. "And Son" (Whale Reprise) – Pinocchio, Geppetto
13. "Since I Gave My Heart Away" – Geppetto, Blue Fairy, townspeople
14. "Since I Gave My Heart Away" (Single Version) – Sonya Isaacs

La banda sonora de Geppetto estuvo al cargo de Walt Disney Records, y presenta canciones de la película compuestas por Stephen Schwartz, así como el sencillo "Since I Gave My Heart Away" interpretado por Sonya Isaacs (como se escucha en los créditos finales de la película).
Jerry Mitchell fue el coreógrafo de la película.

## Adaptación teatral
En 2006, Geppetto fue adaptada en un musical de teatro renombrado Disney's My Son Pinocchio: Geppetto's Musical Tale.

## Galardones
- Nominada a cuatro Premios Emmy en el 2000:[4]
  - Dirección de Arte Destacada para Miniserie, Película o Especial
  - Vestuario Destacado para Miniserie, Película o Especial
  - Peinado Destacado para Miniserie
  - Maquillaje Destacado para Miniserie, Película o Especial
- Ganadora de los Premios Costume Designers Guild de 2001 por Excelencia en el Diseño de Vestuario Para Televisión: Época y Fantasía[5]
- Seth Adkins ganó en el 2000 el Premio YoungStar por Mejor Actor Joven/Actuación en una Miniserie/Película Hecha Para Televisión[6]